# Yoo Yong-sung
Yoo Yong-sung (in hangŭl: 유용성; 25 ottobre 1974) è un giocatore di badminton sudcoreano.

## Palmarès

### Olimpiadi
- 2 medaglie:
  - 2 argenti (Sydney 2000 nel doppio; Atene 2004 nel doppio)

### Mondiali
- 3 medaglie:
  - 1 argento (Copenaghen 1999 nel doppio)
  - 2 bronzi (Losanna 1995 nel doppio; Glasgow 1997 nel doppio)

### Sudirman Cup
- 1 medaglia:
  - 1 oro (Eindhoven 2003 a squadre)

### Giochi asiatici
- 6 medaglie:
  - 3 ori (Hiroshima 1994 nel doppio misto; Busan 2002 a squadre; Busan 2002 nel doppio)
  - 1 argento (Hiroshima 1994 a squadre)
  - 2 bronzi (Bangkok 1998 nel doppio; Bangkok 1998 a squadre)